# Гербова марка
Вижте пояснителната страница за други значения на Марка.
Гербовата марка (известна и като държавна таксова марка) е марка, на която е изобразен държавният герб и е отбелязана стойност.
Залепена на документ, тя означава, че е заплатена такса (а именно гербов налог) в полза на държавата и че този документ може да се предяви пред официална власт и държавно учреждение. 
Гербовите марки, подобно на пощенските, могат да бъдат предмет на колекциониране.